# 아오야기 고요
아오야기 고요(일본어: 青柳 晃洋, 1993년 12월 11일 ~ )는 일본의 프로 야구 선수이며, 현재 센트럴 리그인 한신 타이거스의 소속 선수(투수)이다. 가나가와현 요코하마시 출신이다.
도쿄 올림픽 야구 금메달리스트이며 NPB 사상 처음으로 2년 연속 최다승·최고 승률 동시 획득자이다.

## 상세 정보

### 출신 학교
- 가나가와 현립 가와사키 공과고등학교
- 데이쿄 대학

### 선수 경력
- 한신 타이거스(2016년 ~ )

국가 대표 경력
- 2020년 하계 올림픽 일본 국가대표

### 수상·타이틀 경력

#### 타이틀
- 다승왕 : 2회(2021년, 2022년) ※2년 연속 센트럴 리그 역대 최장 타이 기록[주 1]
- 최우수 평균 자책점 : 1회(2022년)
- 최고 승률 : 2회(2021년, 2022년) ※2년 연속은 야마모토 요시노부에 이은 역대 공동 2위[주 2]이며 2회 획득은 호리우치, 기타벳푸, 사이토 마사키, 우에하라 고지에 이은 역대 공동 5위

#### 수상
- 베스트 나인 : 1회(2022년) ※투수 부문
- 최우수 배터리상 : 1회
  - 2022년 ※포수: 우메노 류타로
- 월간 MVP : 1회(2021년 6월) ※투수 부문
- 월간 최우수 배터리상 : 5회
  - 2021년 6월 ※포수: 우메노 류타로
  - 2021년 6·7월 ※포수: 우메노 류타로
  - 2022년 3·4월 ※포수: 우메노 류타로
  - 2022년 5월 ※포수: 우메노 류타로
  - 교류전 ※포수: 사카모토 세이시로

### 개인 기록

#### 투수 기록
- 첫 등판·첫 선발 등판·첫 승리·첫 선발 승리 : 2016년 6월 1일, 대 도호쿠 라쿠텐 골든이글스 2차전(라쿠텐 Kobo 스타디움 미야기), 5이닝 1실점
- 첫 탈삼진 : 상동, 2회말에 나카가와 다이시로부터 헛스윙 삼진
- 첫 완투 승리·첫 완봉 승리 : 2019년 4월 29일, 대 주니치 드래건스 6차전(나고야 돔), 9이닝 5피안타 6탈삼진

#### 타격 기록
- 첫 안타 : 2016년 7월 20일, 대 요미우리 자이언츠 16차전(한신 고시엔 구장), 4회말에 다구치 가즈토로부터 1루 번트 내야 안타
- 첫 타점 : 2017년 8월 25일, 대 요미우리 자이언츠 17차전(도쿄 돔), 2회초에 다구치 가즈토로부터 중월 적시 2루타

#### 기타
- 한 이닝 3사구 : 2017년 6월 30일, 대 도쿄 야쿠르트 스왈로스 10차전(한신 고시엔 구장), 5회초에 오비키 게이지, 후지이 료타, 우에다 쓰요시에게 몸에 맞는 볼 ※역대 10번째[3]
- 올스타전 출장 : 3회(2019년, 2021년, 2022년)

### 등번호
- 50 (2016년 ~ 2022년)
- 17 (2023년 ~ )

### 연도별 투수 성적
| 연 도      | 소 속      | 등 판 | 선 발 | 완 투 | 완 봉 | 무 4 구 | 승 리 | 패 전 | 세 이 브 | 홀 드 | 승 률 | 타 자 | 이 닝 | 피 안 타 | 피 홈 런 | 볼 넷 | 고 4 | 몸 맞 | 탈 삼 진 | 폭 투 | 보 크 | 실 점 | 자 책 점 | 평 자 책 | W H I P |
| ---------- | ---------- | ----- | ----- | ----- | ----- | ------- | ----- | ----- | -------- | ----- | ----- | ----- | ----- | -------- | -------- | ----- | ---- | ----- | -------- | ----- | ----- | ----- | -------- | -------- | ------- |
| 2016년     | 한신       | 13    | 12    | 0     | 0     | 0       | 4     | 5     | 0        | 0     | .444  | 289   | 68.1  | 41       | 1        | 40    | 0    | 8     | 52       | 2     | 0     | 31    | 25       | 3.29     | 1.19    |
| 2017년     | 한신       | 12    | 12    | 0     | 0     | 0       | 4     | 4     | 0        | 0     | .500  | 282   | 64.1  | 53       | 2        | 28    | 0    | 10    | 50       | 0     | 0     | 32    | 23       | 3.22     | 1.26    |
| 2018년     | 한신       | 4     | 4     | 0     | 0     | 0       | 1     | 1     | 0        | 0     | .500  | 93    | 21.2  | 23       | 1        | 6     | 0    | 0     | 22       | 1     | 0     | 8     | 8        | 3.32     | 1.34    |
| 2019년     | 한신       | 25    | 25    | 1     | 1     | 0       | 9     | 9     | 0        | 0     | .500  | 601   | 143.1 | 145      | 14       | 42    | 3    | 12    | 100      | 0     | 1     | 56    | 50       | 3.14     | 1.30    |
| 2020년     | 한신       | 21    | 21    | 1     | 0     | 0       | 7     | 9     | 0        | 0     | .438  | 510   | 120.2 | 111      | 4        | 44    | 3    | 5     | 88       | 2     | 0     | 51    | 45       | 3.36     | 1.28    |
| 2021년     | 한신       | 25    | 25    | 0     | 0     | 0       | 13    | 6     | 0        | 0     | .684  | 651   | 156.1 | 143      | 11       | 48    | 8    | 3     | 104      | 0     | 0     | 48    | 43       | 2.48     | 1.22    |
| 2022년     | 한신       | 24    | 24    | 4     | 2     | 0       | 13    | 4     | 0        | 0     | .765  | 644   | 162.1 | 126      | 7        | 32    | 4    | 8     | 132      | 0     | 0     | 46    | 37       | 2.05     | 0.97    |
| 2023년     | 한신       | 18    | 18    | 0     | 0     | 0       | 8     | 6     | 0        | 0     | .571  | 439   | 100.1 | 102      | 6        | 38    | 2    | 9     | 64       | 3     | 0     | 54    | 51       | 4.57     | 1.40    |
| 통산 : 8년 | 통산 : 8년 | 142   | 141   | 6     | 3     | 0       | 59    | 44    | 0        | 0     | .573  | 3509  | 837.1 | 726      | 46       | 278   | 20   | 55    | 612      | 8     | 1     | 326   | 282      | 3.03     | 1.22    |

- 2023년 시즌 종료 기준
- 굵은 글씨는 시즌 최고 성적.

### 연도별 투수(선발) 성적 소속 리그내에서의 순위
| 연 도 | 연 령 | 리 그       | 완 투 | 완 봉 | 승 리 | 승 률 | 이 닝 | 탈 삼 진 | 평 자 책 |
| ----- | ----- | ----------- | ----- | ----- | ----- | ----- | ----- | -------- | -------- |
| 2016  | 22    | 센트럴 리그 | -     | -     | -     | -     | -     | -        | -        |
| 2017  | 23    | 센트럴 리그 | -     | -     | -     | -     | -     | -        | -        |
| 2018  | 24    | 센트럴 리그 | -     | -     | -     | -     | -     | -        | -        |
| 2019  | 25    | 센트럴 리그 | 7위   | 5위   | 8위   | -     | 9위   | 8위      | 6위      |
| 2020  | 26    | 센트럴 리그 | 9위   | -     | -     | -     | 6위   | 8위      | 6위      |
| 2021  | 27    | 센트럴 리그 | -     | -     | 1위   | 1위   | 3위   | 9위      | 2위      |
| 2022  | 28    | 센트럴 리그 | 2위   | 1위   | 1위   | 1위   | 3위   | 5위      | 1위      |
| 2023  | 29    | 센트럴 리그 | -     | -     | -     | -     | -     | -        | -        |

- ‘-’는 10위 미만. 평균 자책점·승률에 있어서의 규정 투구 이닝 미만도 ‘-’로 표기.
- 연도에서 굵은 글씨는 규정 투구 이닝을 도달한 연도

### 올림픽에서의 투수 성적
| 연 도 | 대 표 | 등 판 | 선 발 | 승 리 | 패 전 | 세 이 브 | 타 자 | 이 닝 | 피 안 타 | 피 홈 런 | 볼 넷 | 고 4 | 몸 맞 | 탈 삼 진 | 폭 투 | 보 크 | 실 점 | 자 책 점 | 평 자 책 |
| ----- | ----- | ----- | ----- | ----- | ----- | -------- | ----- | ----- | -------- | -------- | ----- | ---- | ----- | -------- | ----- | ----- | ----- | -------- | -------- |
| 2020  | 일본  | 2     | 0     | 0     | 0     | 0        | 13    | 1.2   | 8        | 1        | 1     | 0    | 0     | 2        | 0     | 0     | 5     | 5        | 27.00    |

### 연도별 수비 성적
| 연도 | 소속 | 투수  | 투수  | 투수  | 투수  | 투수  | 투수     |
| 연도 | 소속 | 경 기 | 척 살 | 보 살 | 실 책 | 병 살 | 수 비 율 |
| ---- | ---- | ----- | ----- | ----- | ----- | ----- | -------- |
| 2016 | 한신 | 13    | 10    | 8     | 3     | 0     | .857     |
| 2017 | 한신 | 12    | 1     | 9     | 4     | 0     | .714     |
| 2018 | 한신 | 4     | 1     | 3     | 0     | 0     | 1.000    |
| 2019 | 한신 | 25    | 6     | 18    | 3     | 2     | .889     |
| 2020 | 한신 | 21    | 6     | 25    | 1     | 0     | .969     |
| 2021 | 한신 | 25    | 15    | 30    | 1     | 0     | .978     |
| 2022 | 한신 | 24    | 8     | 29    | 1     | 1     | .974     |
| 2023 | 한신 | 18    | 4     | 17    | 2     | 1     | .913     |
| 통산 | 통산 | 142   | 51    | 139   | 15    | 4     | .927     |

- 2023년 시즌 종료 기준
- 굵은 글씨는 시즌 최고 성적.

### 주해
1. ↑  그 외에 가네다 마사이치, 곤도 히로시, 무라야마 미노루, 히라마쓰 마사지, 에가와 스구루, 엔도 가즈히코, 사이토 마사키, 야마모토 마사, 세스 그레이싱어, 우쓰미 데쓰야, 스가노 도모유키 등이 있다.
2. ↑  그 외에 미소노오 다카오, 후지타 모토시, 호리우치 쓰네오, 야마다 히사시, 기타벳푸 마나부, 사이토 가즈미, 스기우치 도시야, 야마모토 요시노부 등이 있다.

### 출전
1. ↑  “阪神 - 契約更改 - プロ野球”. 닛칸 스포츠. 2022년 12월 8일. 2022년 12월 8일에 확인함.
2. ↑  “侍で金メダルの阪神・青柳、応援に感謝「誹謗中傷もありましたが、何倍もの応援、励ましに救われた」”. スポニチ Sponichi Annex. 2021년 8월 8일. 2021년 8월 25일에 확인함.
3. ↑  “阪神・青柳、1イニング3死球プロ野球史上10人目”. 《산케이 스포츠》. 2017년 7월 1일. 2017년 7월 1일에 확인함.